# Castlefin
Castlefin (auch: Castlefinn, irisch Caisleán na Finne) ist eine Kleinstadt im County Donegal (Republik Irland) mit 730 Einwohnern (Stand 2022). 

## Lage
Castlefin liegt etwa 20 Kilometer südsüdöstlich von Letterkenny auf dem Nordufer des River Finn.  Durch die Ortschaft führt die N15 von Sligo bzw. Donegal kommend nach Lifford. Nach Süden geht die R235 ab.

## Sehenswürdigkeiten
- St. Mary’s Church
- The Diamond, Ortsmittelpunkt

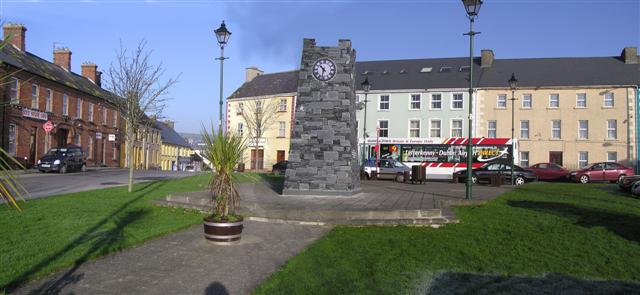
The Diamond